# Phasmagyps
Phasmagyps is een geslacht van uitgestorven gieren behorend tot de Cathartidae dat in het Laat-Eoceen in Noord-Amerika leefde. De typesoort is Phasmagyps patritus.

## Fossiele vondst
Phasmagyps is de oudst bekende Amerikaanse gier en het werd beschreven aan de hand van één fossiel bot – een tibiotarsus – uit de Chadron Formation in Colorado daterend uit het NALMA Laat-Chadronian, het laatste deel van het Eoceen van Noord-Amerika.

## Kenmerken
Phasmagyps  was ongeveer zo groot als een zwarte gier.